# Иван Шишманово
Иван Шишманово е село в Североизточна България. То се намира в община Завет, област Разград.

## География
Разположено е от лявата страна по течението на р. Чернодланица, която извира от местността Сборяново (Демир баба текке) и се влива в р. Дунав при Тутракан. 
През 1933 г. географът Васил Маринов изследва селото и го определя в рамките на антропогеографските граници на Делиормана.

## История
Селото е основано край река Карапанча в края на 18 век от братята Сароглу и носи името Ени Балабанлар. Сред първите жители са братята Велиогулларъ и другия род Кьосеогулларъ. 
На  07 декември 1934 селото е наречено на видния литературен историк, фолклорист и учен-хуманист проф. Иван Шишманов.

## Религии
Християни и мюсюлмани.

## Обществени институции
В селото има голямо училище НЧУ „Никола Йонков Вапцаров“, селска библиотека с кинозала и поща.